# Drožanje
Drožanje este o localitate din comuna Sevnica, Slovenia, cu o populație de 128 de locuitori.